# Рогальський Анатолій Вікторович
Рогальський Анатолій Вікторович (Anatolii Rohalskyi;  нар. 2 червня 1992, Дніпро, Україна) — український маркетолог та управлінець, найбільш відомий як маркетинговий директор (CMO) проєкту monobank.

## Біографія
Анатолій Рогальський народився 2 червня 1992 року в Дніпрі.

### Кар'єра
Розпочав свою кар'єру як ІТ-журналіст та відеооглядач техніки. Згодом був запрошений до маркетингового відділу «ПриватБанку», де почав свій шлях у банківській сфері з позиції копірайтера. Брав участь у проєкті хмарної OS Corezoid. Під час роботи в «ПриватБанку» пройшов шлях до заступника ІТ-директора Дмитра Дубілета та керував проєктом «ПриватМаркет».

### Діяльність у monobank
На посаду CMO проєкту, що згодом отримав назву monobank, Анатолія запросили співзасновники Fintech Band у перші місяці роботи. Перші пʼять років після запуску проєкту він був єдиним маркетологом у компанії.
Анатолій відповідає за маркетингову стратегію та комунікації monobank. За його участю monobank став найбільшим комерційним банківським застосунком України, увійшов до ТОП-5 найбільших необанків Європи та пройшов шлях від 0 до 9,3 мільйона клієнтів.
Анатолій сприяв створенню унікального клієнтського досвіду, що дозволило зробити продукти monobank головним інструментом маркетингових комунікацій .
- Реферальна програма (2018) — розроблена Анатолієм програма,що на момент запуску не мала аналогів і досі залишається найбільшим каналом залучення клієнтів у monobank.[6]
- Сервіс «Банка» — Анатолій відіграв ключову роль у розвитку цього інструменту краудфандингу. «Банка» стала однією з ключових особливостей monobank, особливо під час і після початку повномасштабного вторгнення Росії в Україну у 2022 році.[7]

Анатолій розробив і впровадив стратегію відкриття «Банки» для благодійних фондів, що підвищило довіру волонтерів до цього інструменту та зробило його стандартом благодійності на ринку у 2022-2025 роках. 

## Нагороди та відзнаки

#### Професійні нагороди
- 2 золоті нагороди та Гран-прі Effie Ukraine (2020) за зміну ринку, продуктовий маркетинг та ефективність у рекламі
- Найкращий маркетинг-директор за версією FinAwards (2022, 2023)
- У 2021 році Анатолій Рогальський увійшов до списку «30 до 30» за версією українського Forbes, що відзначає молодих лідерів, які досягли значних успіхів у своїй галузі.[8]

#### Державні відзнаки
- Медаль Міністерства оборони України «За сприяння збройним Силам України» (2024)

## Особисте життя
Одружений із лікаркою Євгенією Рогальською, батько двох дітей.
Родина
Брат — Михайло Рогальський, співзасновник проєкту monobank. 
Сестра — Марія Рогальська, психотерапевтка.

##### Соціальні мережі
- X (раніше Twitter): @rogalskiya
- Instagram: rogalskiy.a

1. ↑  Анатолій Рогальський (Маркетинг і бренд-менджмент). podcasts.nv.ua. Процитовано 5 лютого 2025.
2. ↑  From a fin-tech start-up to 35% market share. Think with Google (en-emea) . Процитовано 4 лютого 2025.
3. ↑  Monobank. Як компанія розвивається «без стратегії», приймає рішення одноголосно та які цінності команди. podcasts.nv.ua. Процитовано 4 лютого 2025.
4. ↑  Іван Алцибєєв (7 березня 2024), Анатолій Рогальський, CMO monobank | Алцибєєв (Подкаст), процитовано 4 лютого 2025
5. ↑  Навіщо Monobank готує найбільший редизайн в історії і коли запуск. Інтерв’ю Анатолія Рогальського. The Village Україна (укр.). 23 листопада 2023. Процитовано 4 лютого 2025.
6. ↑  Іван Алцибєєв (7 березня 2024), Анатолій Рогальський, CMO monobank | Алцибєєв (Подкаст), процитовано 5 лютого 2025
7. ↑  «HIMARS для волонтерів». Українці створили 100 000 «банок» у monobank і зібрали 5 млрд грн. Як вони працюють? Інтервʼю Олега Гороховського — Forbes.ua. forbes.ua (укр.). 18 жовтня 2022. Процитовано 5 лютого 2025.
8. ↑  Анатолій Рогальський: Біографія, досьє, фото Анатолій Рогальський. forbes.ua (укр.). 3 лютого 2025. Процитовано 4 лютого 2025.